# Kenu
A kenu általában nyitott, mindkét végén csúcsosan végződő kis méretű hajó. Bizonyos példányoknál oldalsó vendéghajó segíti a stabilizálást. Menetiránnyal megegyező irányba ülő utasai evezővel, ritkább esetben vitorlával vagy segédmotorral hajtják. A kenuban ülő ember lapátját egy oldalon használja. Több személy esetén a hajó mindkét oldalán eveznek, a hajó hátsó részében ülő kormányos külön kormányszerkezet nélkül, evezőjével irányít.
Az első kenuk favázra épített bőrből vagy fatörzsből vájt testtel készültek. Hazánkban a műanyag hajók megjelenése után, a hetvenes években vált a kenuzás tömeges hobbivá. Az első hobbira szánt üvegszál alapú indián kenukat Wildburg Gábor hajóépítő mester műhelyében készítették.  Az olcsóvá váló alapanyagnak és annak köszönhetően, hogy a típus nem került szabadalmi védelem alá, másolatai pár éven belül tömegesen jelentek meg a magyar vizeken.

## Túrázás, életmód

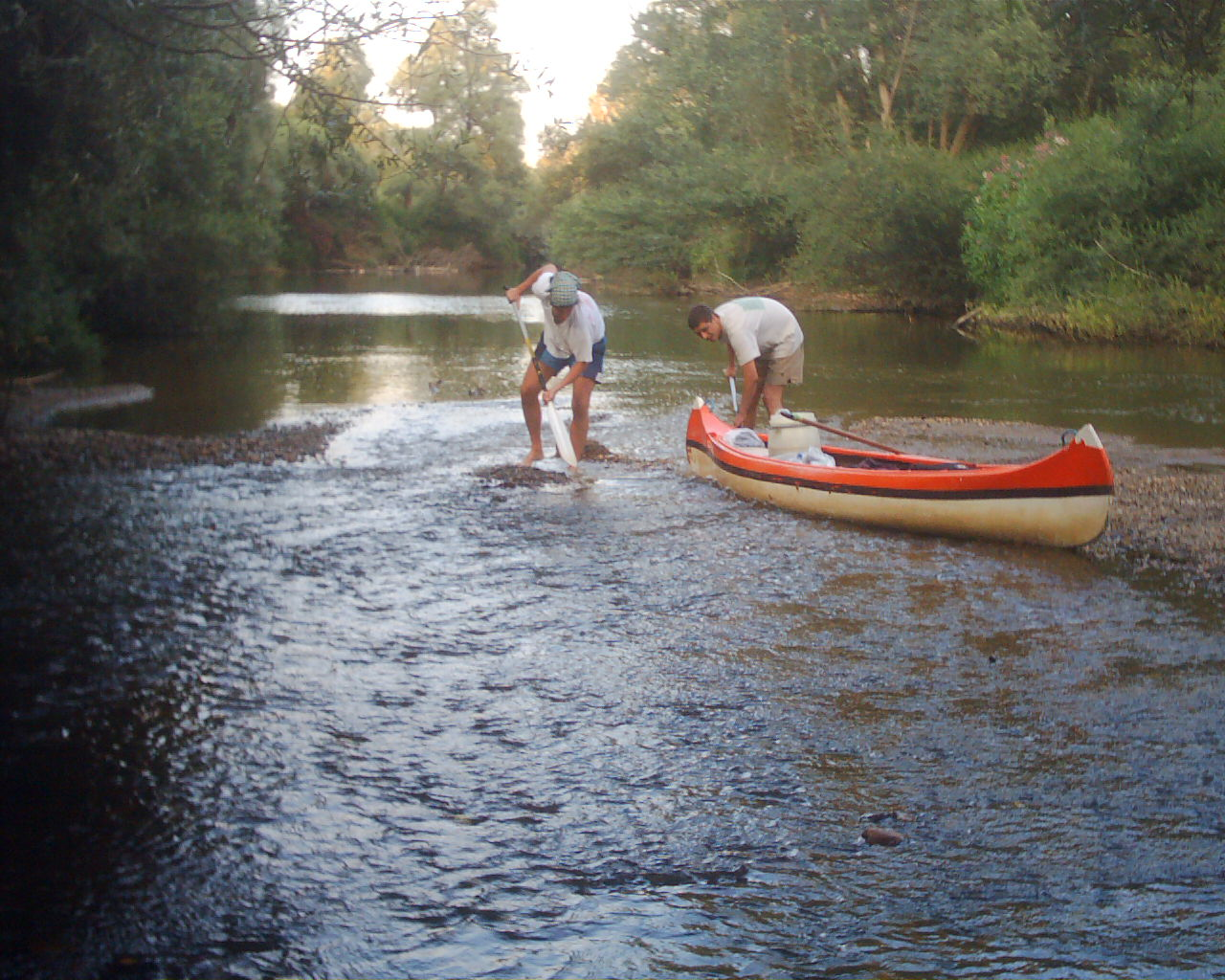
Túra a Rábán

Hazánkban nem csak a Bakonyban ápolják az indián hagyományokat, a Szentendrei-szigeten vízi indiánok is táboroztak régen. Felszerelésük a bakonyi indiánokhoz hasonló, saját kézzel készített öltözékek és tipik mellett fakenukat is tartalmazott. A műanyag indián kenuk elterjedése óta jóval modernebb vízitúrázóval ma már országunk szinte minden folyóján találkozhatunk. A leggyakoribb túracélpontok a Tisza, a Rába és a Duna egyes szakaszai, de mostanra nagyon sokan eveznek a Mosoni-Dunán, a Szigetközben, a Hernádon és a Bodrogon is.

## Sport
A kajak és kenu viszonylag későn, az 1930-as években vált elismert sportággá hazánkban, a klasszikusnak számító evezős sportok addig háttérbe szorították. Ezek után viszont mindkét ágban gyorsan sikerül a világ élvonalához felzárkózni. 1938-ban már világbajnoki ezüstérmet, 1952-ben pedig olimpiai érmeket szereztek sportolóink, és országunk mára a kajak-kenu nagyhatalmak közé tartozik.
1998-ban, 2006-ban, 2011-ben és 2019-ben Szegeden rendezték meg a Síkvízi Kajak-kenu világbajnokságot, 2002-ben az Európa-bajnokságot, illetve (a világbajnokságok évét leszámítva) minden évben a Maty-ér, azaz a Nemzeti Kajak-kenu és Evezős Olimpiai Központ ad otthont a Mol Kajak-kenu Világkupának.